# デセフィオ・ペイン
デセフィオ・イラン・ペイン（Desevio Ilan Payne、1995年11月30日 - ）は、アメリカ合衆国・サウスカロライナ州グリーンウッド出身のサッカー選手。FCエメン所属。ポジションはDF。

## 経歴

### クラブ
2015年2月22日、SCヘーレンフェーン戦にてプロデビューを果たした。

### 代表
2015年5月、U-20アメリカ合衆国代表の一員として2015 FIFA U-20ワールドカップに参加した。

## 人物
トリニダード・トバゴ人の父とオランダ人の母の下、アメリカ合衆国のグリーンウッドに生まれ、ペインが1歳のときオランダへと移住した。